# Sam – Ein Sachse
Sam – Ein Sachse ist eine deutsche Dramaserie nach einer Idee von Tyron Ricketts, Christoph Silber und Jörg Winger, die am 26. April 2023 bei Disney+ veröffentlicht wurde. Sie beruht auf der biografischen Geschichte von Samuel Meffire, dem ersten Schwarzen Polizisten Ostdeutschlands.

## Handlung
Dresden vor der Wende: Samuel Njankouo Meffire, Sohn eines Kameruners und einer Ostdeutschen, wächst als Außenseiter auf. Sein Leben in Ostdeutschland ist von Rassismus geprägt – ob als subtile Ausgrenzung oder offene Feindseligkeit. Eigentlich will er Karriere machen im Fußball, aber nach einer besonders üblen Schlägerei (allein gegen eine Gruppe von Neonazis) beschließt er, der Einladung eines Major Schreier zur Bereitschaft der Volkspolizei nachzukommen. Seiner Freundin Antje, mit der er einen gemeinsamen Sohn hat, erzählt er erst davon, als er schon zu dem Wochenende aufbricht, an dem die körperliche Fitness geprüft werden soll. Sie hält ihn für nicht ganz dicht. Immerhin ist es die Polizei, die sie und ihre Freunde bei Protestaktionen immer wieder verhaftet und sie aufgrund ihres alternativen Lebensstils als arbeitsscheue Subjekte bezeichnet!
Sam besteht die Sportprüfung mit Auszeichnung und zieht in die Kaserne der VP-Bereitschaft ein, woraufhin Antje sich von ihm trennt. In der Gesellschaft der Kameraden fühlt er sich wohl, denn hier zählen Gehorsam, Zusammenhalt und Leistung. Zwar gibt es auch Diskriminierungen, zum Beispiel seine mangelnde Sorgfalt beim Bettenmachen betreffend, aber der „Genosse Major“, der für ihn eine Art Ersatzvater wird, hält seine Hand über ihn. Ab Spätsommer 1989 häufen sich die Demonstrationen für Meinungs- und Reisefreiheit, freie Wahlen und das Ende der Bespitzelungen durch die Stasi, und seine Einheit brennt darauf, auf Dresdens Straßen wieder Sicherheit und Ordnung herzustellen. Die jungen Männer erfahren aus dem Fernsehen von Schabowskis Irrtum und sind ratlos: die Grenze zur BRD soll offen stehen? Was, wenn alle Bürger abhauen?
Nach der Wiedervereinigung wird das ganze Land reformiert, d. h. auf Westniveau umgestellt, und Sam verlässt die Polizei, da der Staat, auf den er seinen Eid geschworen hat, nicht mehr existiert. Er schlägt sich ohne festen Job durch und gerät zufällig an eine Gruppe junger Männer mit afrikanischen Wurzeln, die ihn in ihre Gemeinschaft aufnehmen.
Als die Neonazis überhandnehmen, geht er zurück zur Polizei. Die Werbekampagne „Ein Sachse“ eröffnet ihm den Kontakt zum sächsischen Innenminister Heinz Eggert, der die Gründung der SoKo Rex forciert. Nach anfänglichen Erfolgen wird diese politisch immer mehr ausgebremst, Sam verlässt die Polizei und gründet Alpha, sein eigenes Sicherheitsunternehmen. Ein Krimineller verschafft ihm schmutzige Kontakte, ein Mord geschieht, Sam flüchtet in den Kongo, wo sein Onkel lebt. Er wird von Rebellen aufgegriffen, an der deutschen Botschaft abgeliefert und nach Deutschland überführt. Wegen mehrfacher schwerer Körperverletzung wird er zu neun Jahren und neun Monaten Freiheitsstrafe verurteilt.

## Produktion und Veröffentlichung
Im Februar 2021 wurde bekannt, dass Disney+ in Zusammenarbeit mit der Produktionsfirma Big Window Productions in Kooperation mit Panthertainment das erste deutsche Serienformat für das Streamingportal produziert. Der Geschäftsführer Jörg Winger erzählt, dass Tyron Ricketts, der in der Serie SOKO Leipzig einen schwarzen ostdeutschen Polizisten spielte, bereits vor über zehn Jahren mit der Geschichte auf ihn zugekommen sei und meinte, dass diese Geschichte es verdient habe, einer breiteren Öffentlichkeit erzählt zu werden. Ricketts kennt Meffire bereits seit 2001 persönlich.
Gedreht wurde unter anderem in Gera, Berlin und Dresden.
Am 26. April 2023 wurden die sieben Folgen der Miniserie beim Streamingportal Disney+ veröffentlicht:
1. Fremd
2. Vaterland
3. Afrodeutsch
4. Ein Sachse
5. Schall und Rauch
6. Robin Hood
7. Deutsch
Im April 2024 wurde die Serie bei der 60. Verleihung des Grimme-Preis ausgezeichnet.
Am 29. September 2024 veröffentlichte die ARD die Serie in der Mediathek und strahlt die Folgen ab dem 30. September 2024 im MDR Fernsehen aus.

## Hintergrund
Der Inhalt der Serie basiert auf der Lebensgeschichte von Samuel Meffire. Erzählt wird der Aufstieg und spätere Absturz des Außenseiters. Insbesondere das Thema Rassismus, das Meffire sein Leben lang begleitet, wird thematisiert. Meffire wurde als Sohn einer Deutschen und eines Kameruners in der DDR geboren. Durch eine Werbekampagne wurde er als Polizist zum Medienstar. Er verließ die Polizei mit 24 Jahren und gründete eine Sicherheitsfirma, die schnell in finanzielle Schwierigkeiten geriet. Daraufhin versuchte Meffire sich mit Raubüberfällen über Wasser zu halten. Er stellte sich den Behörden und wurde zu neun Jahren und neun Monaten Freiheitsstrafe verurteilt. Nach fast sieben Jahren in Haft wurde wegen guter Führung die restliche Strafe zur Bewährung ausgesetzt und er baute sich ein Leben fern der Kriminalität auf. Heute lebt er mit seiner Frau und den zwei Töchtern in Bonn. Er arbeitet als Sozialarbeiter und Sicherheitsspezialist. Im Jahr 2023 wurde seine Autobiografie Ich – ein Sachse veröffentlicht.

## Auszeichnungen
Talent Over Privileg Award 2023
Tyron Ricketts (Drehbuch)
Soleen Yusef (Regie)
TeleVisionale 2023 in der Kategorie „Serienpreis Studierende“
Grimme-Preis 2024
Tyron Ricketts (Drehbuch)
Jörg Winger (Drehbuch)
Christoph Silber (Drehbuch)
Soleen Yusef (Regie)
Sarah Blaßkiewitz (Regie)
Malick Bauer (Darstellung)

## Rezeption
In der Begründung schreibt die Grimme-Jury: „Wende-Drama, Familienpsychogramm, Rassismusstudie, Gangsterthriller – mit atemberaubender Geschmeidigkeit wechselt „Sam – Ein Sachse“ das Genre. Und mit ebenso atemberaubender Geschmeidigkeit fügt sich Hauptdarsteller Malick Bauer in dieses Spiel mit den Genres und Gefühlen. Seine Figur des Samuel Meffire ist, so wie er sie bildschirmsprengend verkörpert, Held und Antiheld, Opfer und Rächer, verletzte Seele und frei drehender Gewalttäter. Jede einzelne Facette, die Malick Bauer von seinem Charakter offenlegt, hat [uns] umgehauen.“
Adam Arndt schreibt für Serienjunkies zu Folge 1: „… das Format basiert auf der wahren Geschichte von ‚Sam‘ Njankouo Meffire, Ostdeutschlands erstem Schwarzen Polizisten. Ein Blickwinkel, der leider viel zu selten in der deutschen Medien- und Serienlandschaft eingenommen wird. Man muss ziemlich lange überlegen, bis einem andere zentrale afrodeutsche Figuren einfallen. […] In Serien wie Deutschland 83, Kleo oder Weissensee werden Themen und Perspektiven auf das Ostdeutschland der Wendezeit aufgegriffen, aber auch dort aus einer weißen Perspektive.“
Bei DWDL.de meint Torsten Zarges: „[Die Serie] fühlt sich nicht so an wie die Durchschnittsware aus dem Drama-Standardbausatz. Es ist der konsequente Perspektivwechsel: Schwarz und ostdeutsch – diesen Blickwinkel auf unsere jüngere Geschichte, zumal aus Sicht einer alleinigen Hauptfigur, hat es so noch nicht gegeben, was an sich eine Leerstelle der deutschen Fiction anmahnt. Die Lebensgeschichte des echten Samuel Meffire […] macht es mit den Höhen und Tiefen ihrer Heldenreise zur dankbaren Aufgabe, das Versäumte nachzuholen. […] Vom Absender Disney sollte man sich hier nicht täuschen lassen: Sam – Ein Sachse ist kein Stück lieblich, sondern meist schwere Kost. […] Den Regisseurinnen Soleen Yusef und Sarah Blaßkiewitz wiederum ist es hoch anzurechnen, dass sie eine enorme Breite an Bildern und Stimmungen finden, die nicht nur die zwangsläufige Brutalität, sondern auch Liebe, Solidarität und Hoffnung transportieren. Fast schon spielerisch gehen sie den krassen Wendungen der Geschichte nach, indem sie passende filmische Anleihen bei Wendezeit-Drama, Polit-Thriller oder Action-Abenteuer nehmen, jedoch stets einen Weg finden, gängige Erwartungen zu brechen.“
Gianna Niewel schreibt für die Süddeutsche Zeitung, dass die Schwäche der Serie sei, dass manches durcheinander gehe. So seien die einzelne Folgen mal Liebesgeschichte, mal Gangsterdrama. Die Polizeizeit von Sam falle in die 1990er-Jahre, aber es werde die heutige Sprache benutzt. Kritisiert wird außerdem, dass die Erzählebene dabei zu sehr die wahre Geschichte mit Fiktion mische.